# Yūya Ishii
Yūya Ishii (石井裕也?, Ishii Yūya; Saitama, 21 giugno 1983) è un regista, sceneggiatore, editore, produttore e attore giapponese, vincitore nel 2014 del premio come miglior regista ai Japanese Academy Awards per il suo film The Great Passage.

## Biografia
Yūya Ishii ha vinto il premio come Miglior Regista ai Blue Ribbon Awards del 2010 per il film Sawako Decides. Nel 2010 si sposa con Hikari Mitsushima, attrice protagonista del film Sawako Decides ed ex membro del gruppo J-pop "Folder 5". Nel 2016 Ishii e Mitsushima hanno divorziato.
Nel 2018 ha vinto il Premio come Miglior Regista e come Miglior Sceneggiatore allo Yokohama Film Festival per il suo The Tokyo Night Sky Is Always The Densest Shade of Blue.

## Filmografia

### Regista
- Rebel, Jiro's Love (2006)
- Girl Sparks (2007)
- Of Monster Mode (2007)
- Bare-assed Japan (2007)
- Kimi to arukō (2009)
- Sawako Decides (2010)
- Hara ga kore nande (2011)
- Azemichi no dandi (2011)
- The Great Passage (2013)
- The Vancouver Asahi (2014)
- Our Family (2014)
- The Tokyo Night Sky Is Always The Densest Shade of Blue (2017)
- Uta Monogatari: Cinema Fighters Project (2018)

### Sceneggiatore
- Bare-assed Japan (2005)
- To Walk Beside You (2010)
- Sawako Decides (2010)
- A Man With Style (2011)
- Mitsuko Delivers (2011)
- The Tokyo Night Sky Is Always The Densest Shade of Blue (2017)
- Uta Monogatari: Cinema Fighters Project (2018)

### Film TV
- Endororu Densetsu no Chichi (2012)

## Premi
Asian Film Awards
- 2008 - Edward Yang New Talent
- 2018 - Miglior Regista - The Tokyo Night Sky Is Always The Densest Shade of Blue

Blue Ribbon Awards
- 2011 - Miglior Regista - Sawako Decides

Japanese Academy Awards
- 2013 - Miglior Regista - The Great Passage

Mainichi Film Award
- 2013 - Miglior Regista - The Great Passage

Kinema Junpo Award
- 2013 - Miglior Regista - The Great Passage

Yokohama Film Festival
- 2018 - Miglior Regista - The Tokyo Night Sky Is Always The Densest Shade of Blue
- 2018 - Miglior Sceneggiatura - The Tokyo Night Sky Is Always The Densest Shade of Blue